# 河南日报报业集团
河南日报报业集团是成立于2000年7月28日的报业集团，集团现有河南日报、河南日报（农村版）、大河报、大河文摘报、大河健康报、河南商报、河南法制报、期货日报、今日消费、河南手机报和漫画月刊、新闻爱好者、大河网等十报两刊一网站，形成了较为完整的传媒体系。朱夏炎为现任集团党委书记、董事长、社长，张建为总经理。

## 历史
2003年被确定为全国文化体制改革试点单位后，“报业为主、多元经营”成为公司发展思路，“从报业集团向传媒集团、文化集团跨越”为集团奋斗目标。
2010年上半年收入6.32亿元，利润9348万元，上缴税费5825万元，现有资产17亿元，且实现了零负债，先后获得“中国版权产业最具影响力企业”、“影响中国十大传媒集团”称号。
2010年7月27日，国家新闻出版总署发布了中国首个新闻出版产业分析报告。河报集团利润总额位居全国39家报业集团第五位，总体经济规模综合评价居第九位，位居中部省份报业集团首位。